# Matatufu
Matatufu ist ein Ort an der Südostspitze von Upolu in Samoa. Der Ort gehört zum Wahlbezirk (electoral constituency, Faipule District) Lotofaga Electoral Constituency im Distrikt Atua. 2006 hatte er 420 Einwohner.

## Geographie
Matatufu liegt zusammen mit Leatupe an der Südküste, zwischen Sapoʻe und Lotofaga an der Mündung des Vaisala Stream.
Im Ort befindet sich die Kirche EFKS Matatufu.

## Klima
Das Klima ist tropisch heiß, wird jedoch von ständig wehenden Winden gemäßigt. Ebenso wie die anderen Orte in Samoa wird Matatufu gelegentlich von Zyklonen heimgesucht.